# Tarvita
Tarvita (auch Villa Orías) ist eine Ortschaft im Departamento Chuquisaca im südamerikanischen Anden-Staat Bolivien.

## Lage
Tarvita ist der zentrale Ort des Municipios Tarvita in der Provinz Azurduy. Die Ortschaft liegt auf einer Höhe von 2462 m am Zusammenfluss der beiden Flüsse Río Puca Mayu und Río Cruz Mayu mit dem Río Las Cañadas. Unterhalb der Ortschaft trägt der Fluss den Namen Río Tarvita und gehört zum Flusssystem des bolivianischen Río Grande.

## Geographie
Tarvita liegt zwischen dem Altiplano im Westen und dem Tiefland im Osten in einem der nord-südlich verlaufenden Seitentäler der bolivianischen Cordillera Central.
Das Klima der Region ist ein ausgesprochenes Tageszeitenklima, bei dem die Temperaturunterschiede zwischen Tag und Nacht deutlicher schwanken als die Durchschnittswerte zwischen Sommer und Winter. Die jährliche Durchschnittstemperatur liegt bei 14 °C (siehe Klimadiagramm Azurduy), die Monatswerte schwanken zwischen 10 °C im Juni/Juli und 16 °C im Dezember/Januar. Der Jahresniederschlag hat einen Wert von knapp 550 mm, mit einer Trockenzeit und monatlichen Werten unter 10 mm von Mai bis August, und Höchstwerten von 100 bis 110 mm von Dezember bis Februar.

## Verkehrsnetz
Tarvita liegt in einer Entfernung von 282 Straßenkilometern südöstlich von Sucre, der Hauptstadt des Departamentos.
Durch Sucre führt die 976 Kilometer lange Nationalstraße Ruta 6, die von Sucre über Tarabuco und Padilla in den Chaco führt. Fünfzehn Kilometer vor Padilla zweigt eine unbefestigte Landstraße nach Süden ab und führt über Alcalá auf 115 Kilometern nach Tarvita.

## Bevölkerung
Die Einwohnerzahl der Ortschaft ist in den vergangenen beiden Jahrzehnten auf das Vierfache angestiegen:
| Jahr | Einwohner | Quelle       |
| ---- | --------- | ------------ |
| 1992 | 227       | Volkszählung |
| 2001 | 652       | Volkszählung |
| 2012 | 960       | Volkszählung |
| 2024 |           | Volkszählung |